# Phagnalon saxatile
Espèce
Phagnalon saxatile est une espèce de plantes de la famille des Astéracées.